# سيليا فرنسيس لي
سيليا فرنسيس لي (بالإنجليزية: Celia Holman Lee)‏ هي عارضة أيرلندية، ولدت في 22 نوفمبر 1950.